# Filostratos den äldre
Filostratos den äldre eller Filostratos från Lemnos (grekiska: Φιλόστρατος ὁ Λήμνιος), född cirka 191, död cirka 220, var en antik grekisk filosof och skriftställare, verksam under det romerska kejsardömet.
Han författade Eikones (”Bilder”) i två böcker, som berättar om 65 konstverk i Neapel. Skriften bidrar till kunskapen om hellenistisk konst och väckte Johann Wolfgang von Goethes entusiasm. Det är inte helt säkerställt om Filostratos beskriver faktiska konstverk eller om det snarare handlar om beskrivning av klassiska motiv. Verket har inspirerat senare tiders konstnärer som Tizian.
Han var svärson till Lucius Flavius Filostratos och farfar till Filostratos den yngre (född cirka 220) som skrev ytterligare en serie Eikones på 200-talet e.Kr.